# Ярустовский, Борис Михайлович
Бори́с Миха́йлович Ярусто́вский (15 мая 1911, Москва — 12 июля 1978, там же) — советский музыковед, педагог и музыкально-общественный деятель. Доктор искусствоведения (1952), профессор Московской консерватории, Заслуженный деятель искусств РСФСР (1966).

## Биография
В 1937 году окончил историко-теоретический факультет Московской консерватории, где продолжил обучение в аспирантуре. Под руководством В. Э. Фермана работал над кандидатской диссертацией по теме «Вопросы оперной драматургии Чайковского», которую защитил в 1941 году.
Член ВКП(б) с 1941 года. В 1941—1946 годах служил в Советской армии. С 1946 по 1958 год — заведующий сектором культуры ЦК КПСС.
С 1948 года преподавал историю русской музыки и оперную драматургию в Московской консерватории (с 1956 года — профессор). С 1959 года — исполняющий обязанности директора Института истории искусств АН СССР (впоследствии — Всесоюзный научно-исследовательский институт искусствознания), с 1961 года старший научный сотрудник. Секретарь правления Союза композиторов СССР (1968—1974), вице-президент Исполкома ЮНЕСКО (1969—1973), член Международного музыкального совета при ЮНЕСКО (1972—1978).
Умер 12 июля 1978 года в Москве, похоронен на Кунцевском кладбище.
Сын — медик, член-корреспондент РАН М. Б. Ярустовский (род. 1952).

## Научная деятельность
Круг научных интересов учёного включал проблемы классического и современного музыкального театра, симфонизма. Известен как автор монографий о творчестве П. И. Чайковского, работ по вопросам оперной драматургии, ряда книг и статей о советской и зарубежной музыке. Входил в состав редколлегии и был одним из авторов «Истории музыки народов СССР» в 5 томах. Среди учеников: А. Богданова, Л. Генина, Е. Долинская, Е. Куриленко, Л. Никитина, В. Рубцова, С. Савенко, Н. Савкина, представители бывших советских республик — Г. Ш. Геодакян (Армения), Л. Долидзе (Грузия), Л. Нормет (Эстония), М. Р. Черкашина-Губаренко (Украина) и другие.

## Звания
- 1966 — Заслуженный деятель искусств РСФСР[1]

## Музыковедческие труды
- П. И. Чайковский. Жизнь и творчество. — М., 1940
- Оперная драматургия Чайковского. — М. ‒ Л.: Музгиз, 1947. — 244 с.
- Драматургия русской оперной классики. — М.: Гос муз изд-во, 1952. — 376 с. 2-е изд. 1953
- Некоторые проблемы советского музыкального театра. — М.: Советский композитор, 1957. — 86 с.
- Симфонии Чайковского.— 2 изд. — М.: Музгиз, 1961. — 45 с.
- Игорь Стравинский. Краткий очерк жизни и творчества. — М.: Советский композитор, 1963. — 294 с. (лит.) 2-е изд. испр. и доп. М.: Советский композитор, 1969. — 320 с.
- Музыка нового мира. — М.: Наука, 1964. — 64 с.
- Симфонии о войне и мире. — М., 1966
- Очерки по драматургии оперы XX века. — М., 1971.
- Избранное / Сост. и авт. вступ. ст., с. 3—23, Е. Б. Долинская. — М.: Музыка, 1989. — 317 с. — ISBN 5-7140-0130-3.